# 小清水原生花園
43°56′30.8″N 144°24′48.1″E / 43.941889°N 144.413361°E

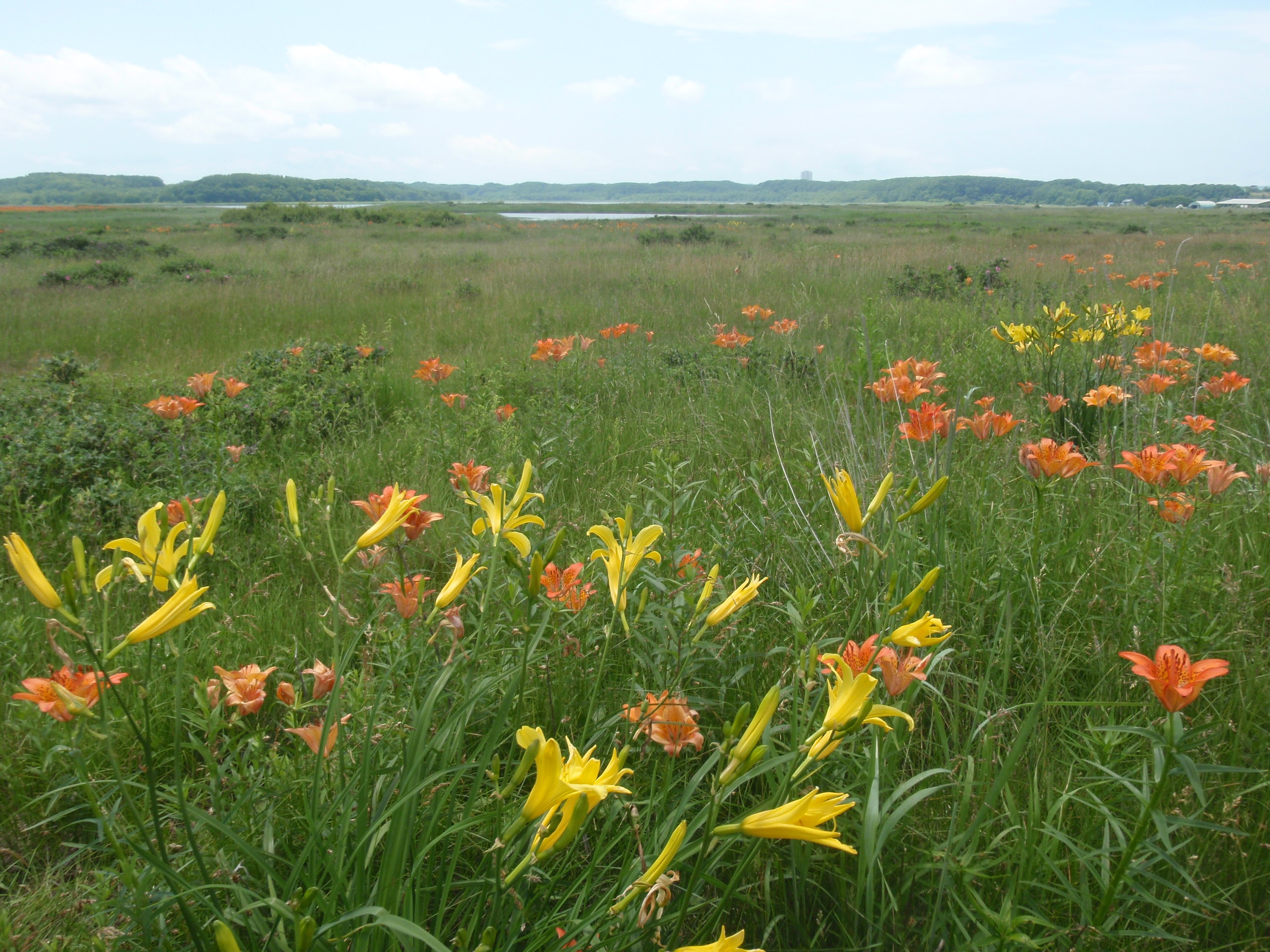
濤沸湖畔綻開的北萱草和毛百合

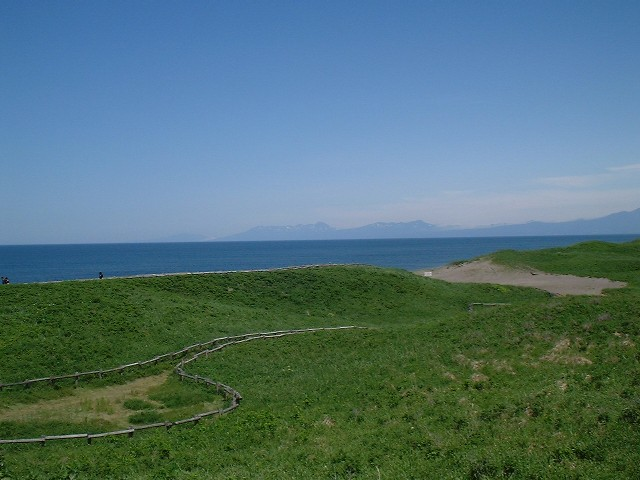
鄂霍次克海海岸邊的草原

小清水原生花園是位於日本北海道斜里郡小清水町的原生花園。2001年被列為北海道遺産，現被劃為網走國定公園的範圍內，區域內所有植物皆為原生種，包括玫瑰、毛百合、北萱草、沙苦蕒菜等，共有約40種的野花。
花園範圍介於濤沸湖和鄂霍次克海海岸線之間的寬度約600公尺的狹長區域，東西向長度約達8公里，總面積為275公頃，此地區地貌主要為砂丘。每年六月到八月期間約有四十多種花開花。
國道244號和北海道旅客鐵道釧網本線以東西向從花園範圍內穿過，小清水町公所在國道244號旁設立了資訊中心「花」，介紹花園內四季的生態，以及採集到的植物標本。釧網本線也在資訊中心旁設置了無人臨時車站－原生花園車站，每年夏季時，會有臨時駐紮的鐵路公司人員在站內販售紀念入場券等產品。

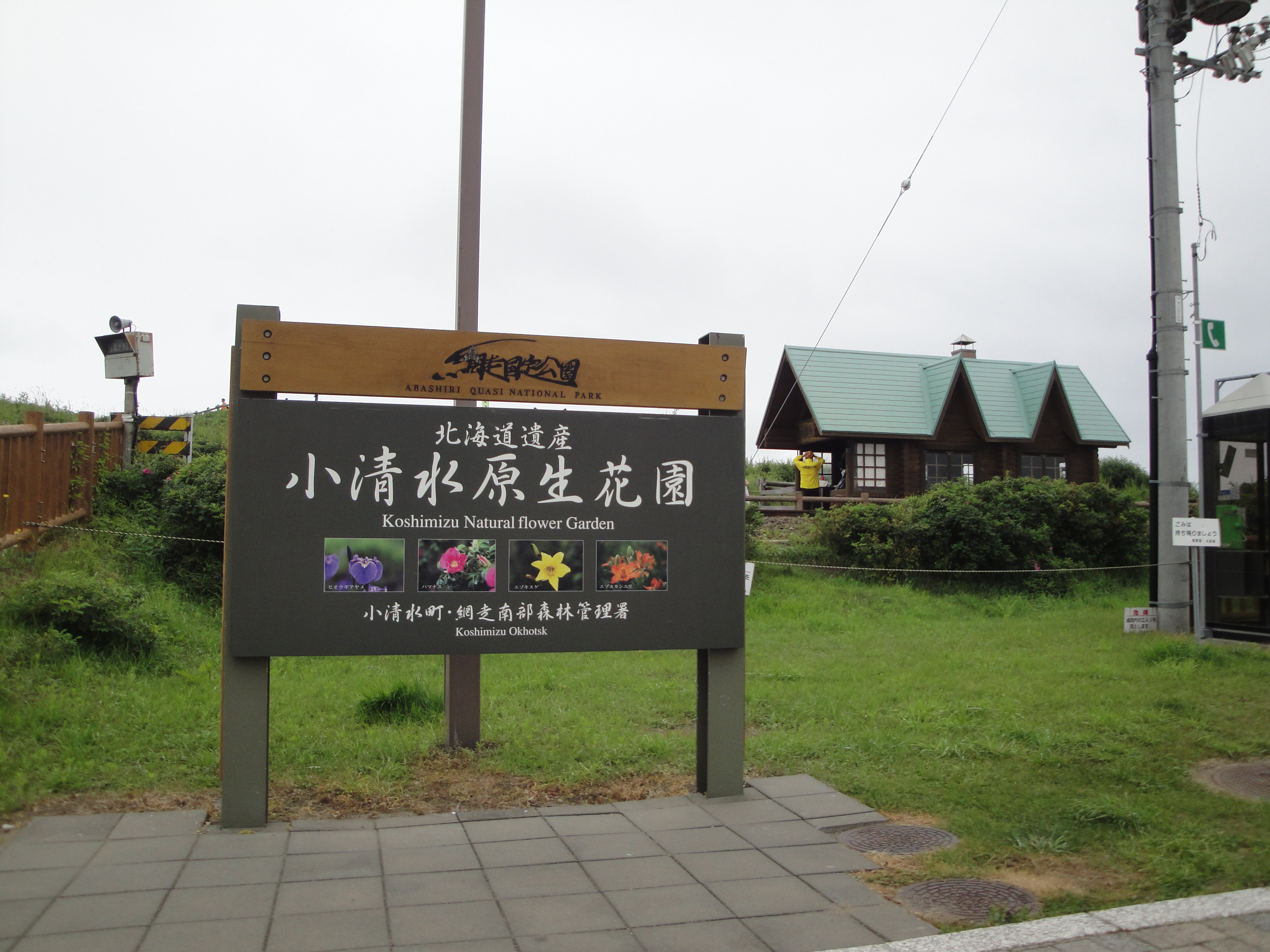
花園標示牌
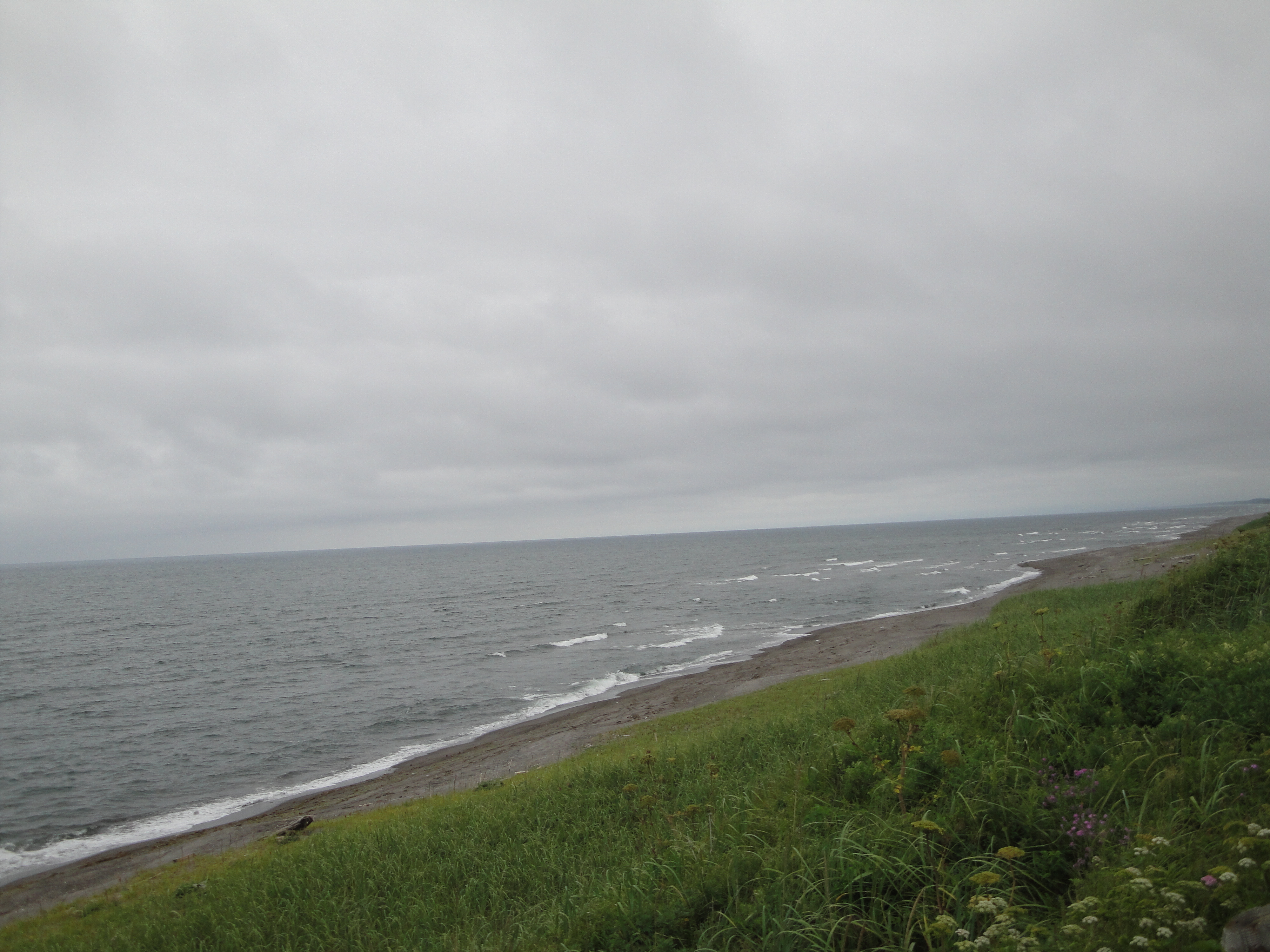
花園內的海岸線及鄂霍次克海
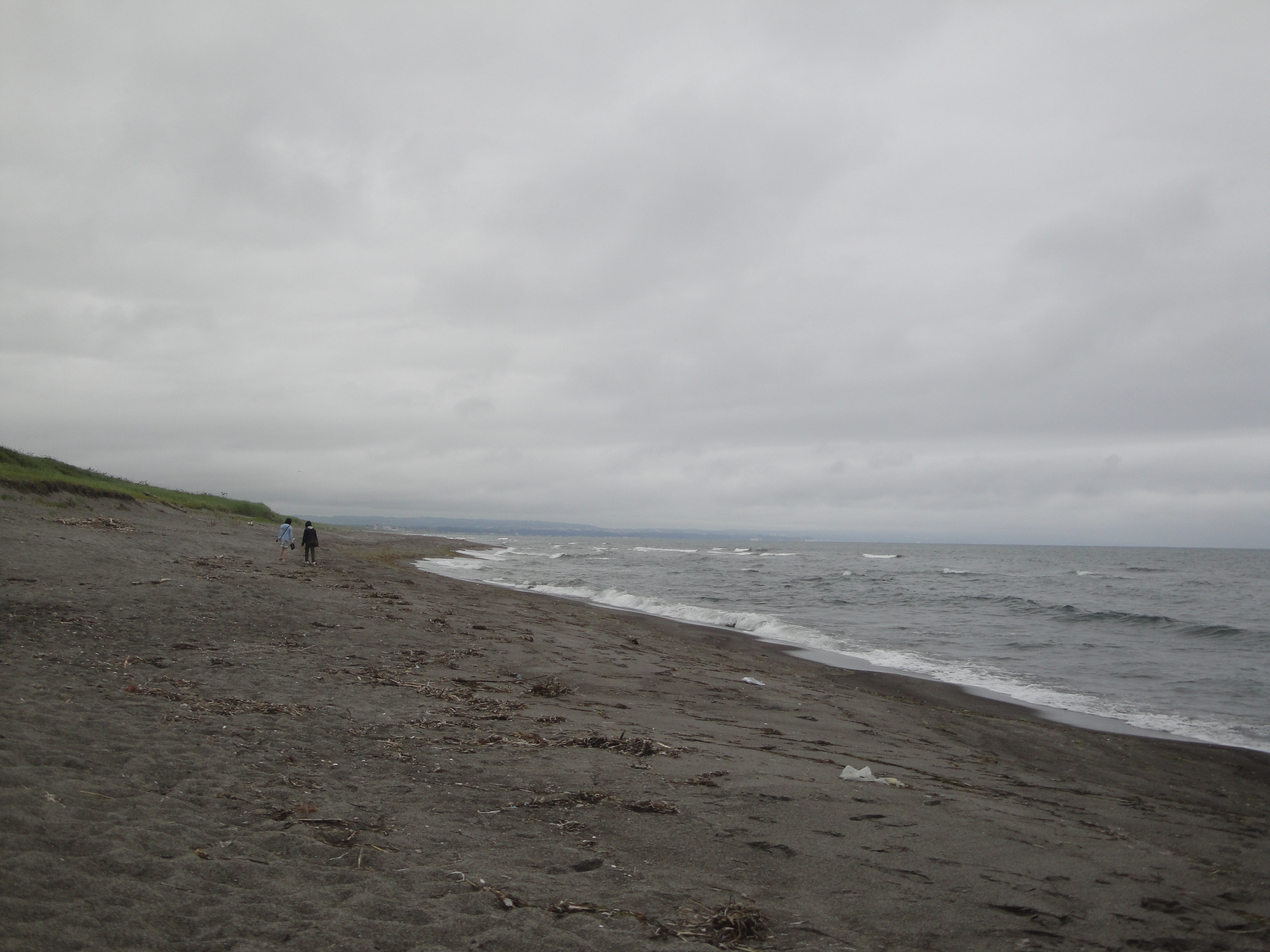
花園內的砂灘及鄂霍次克海
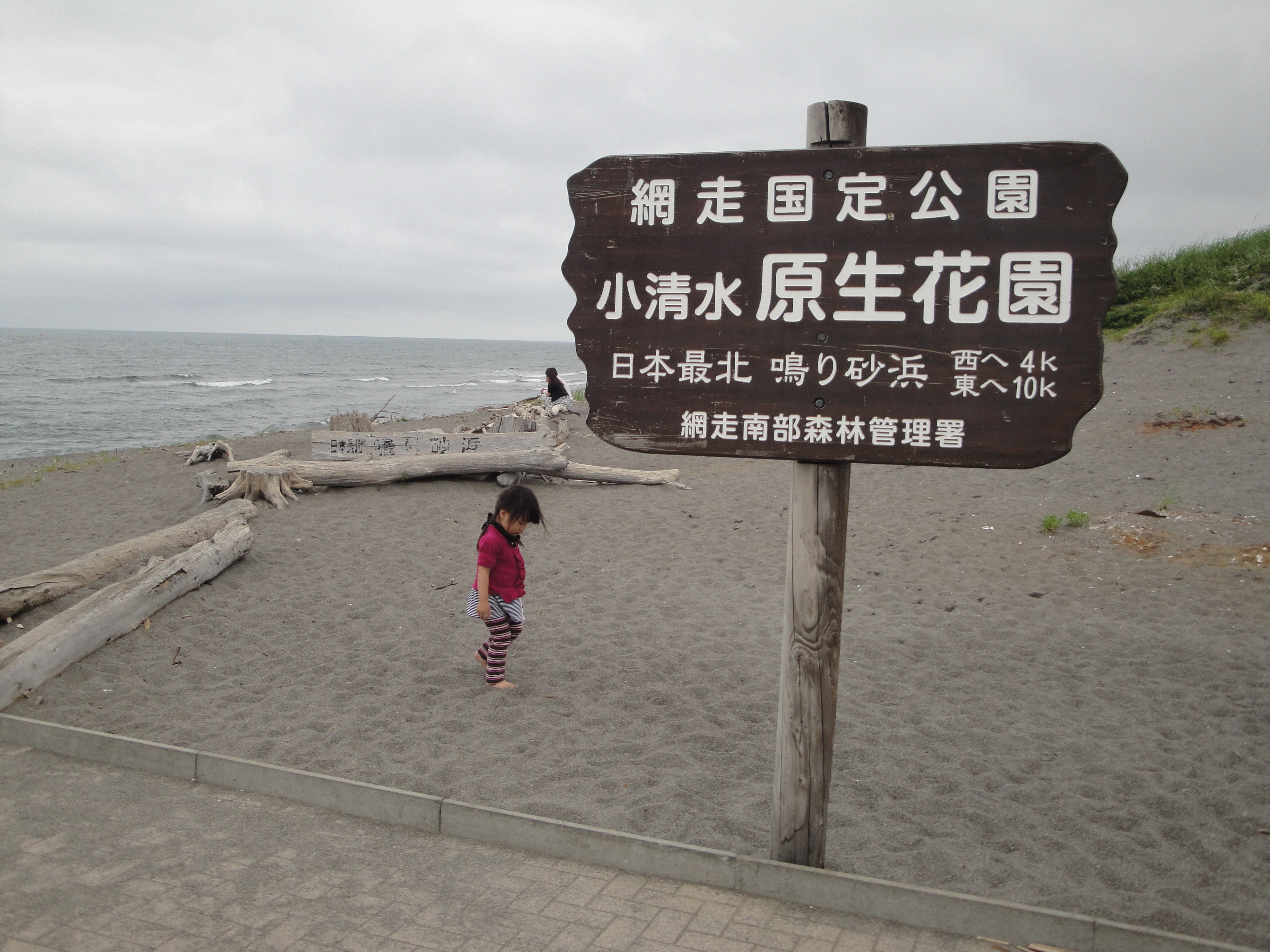
花園內的砂灘
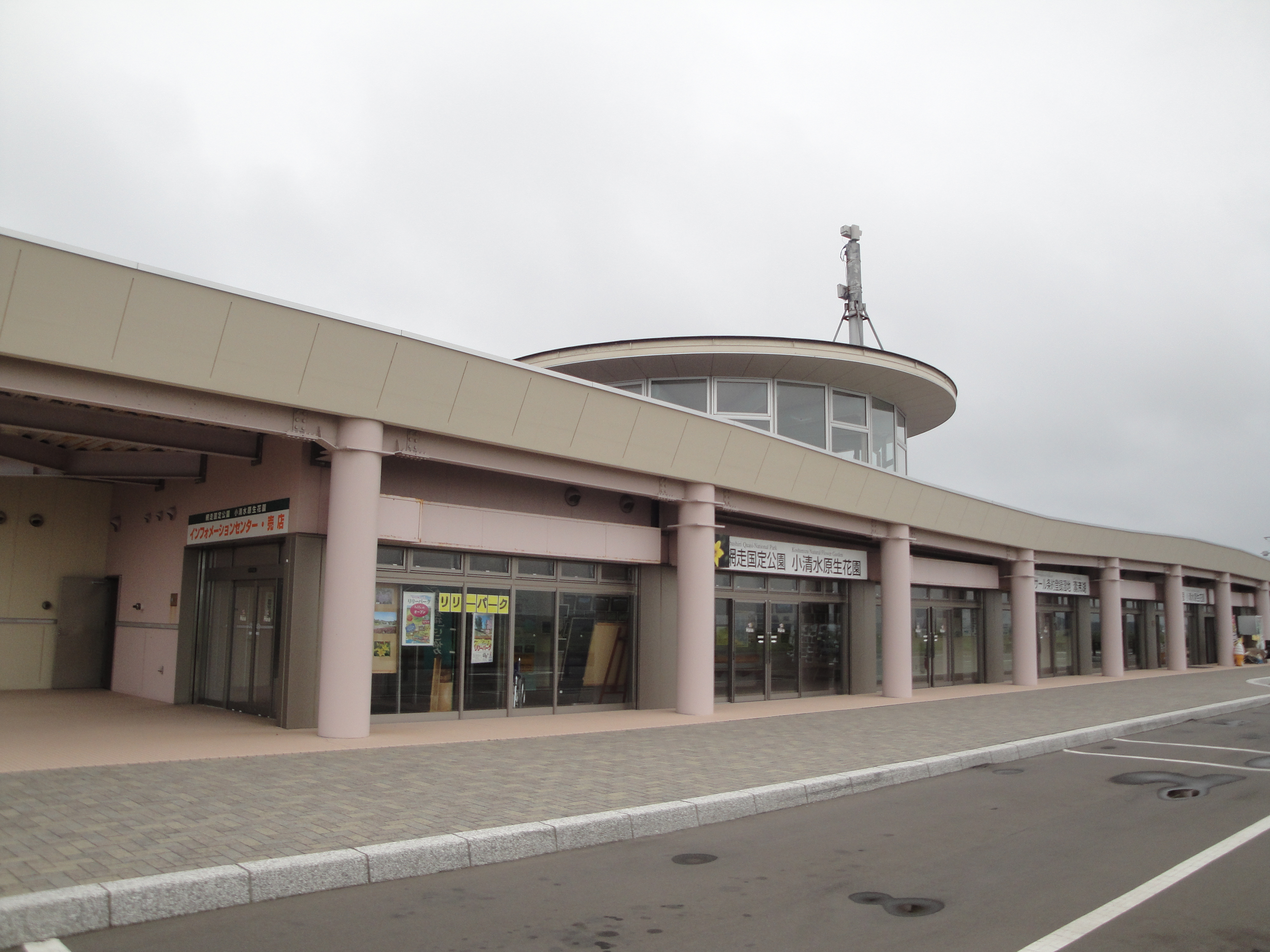
資訊中心「花」
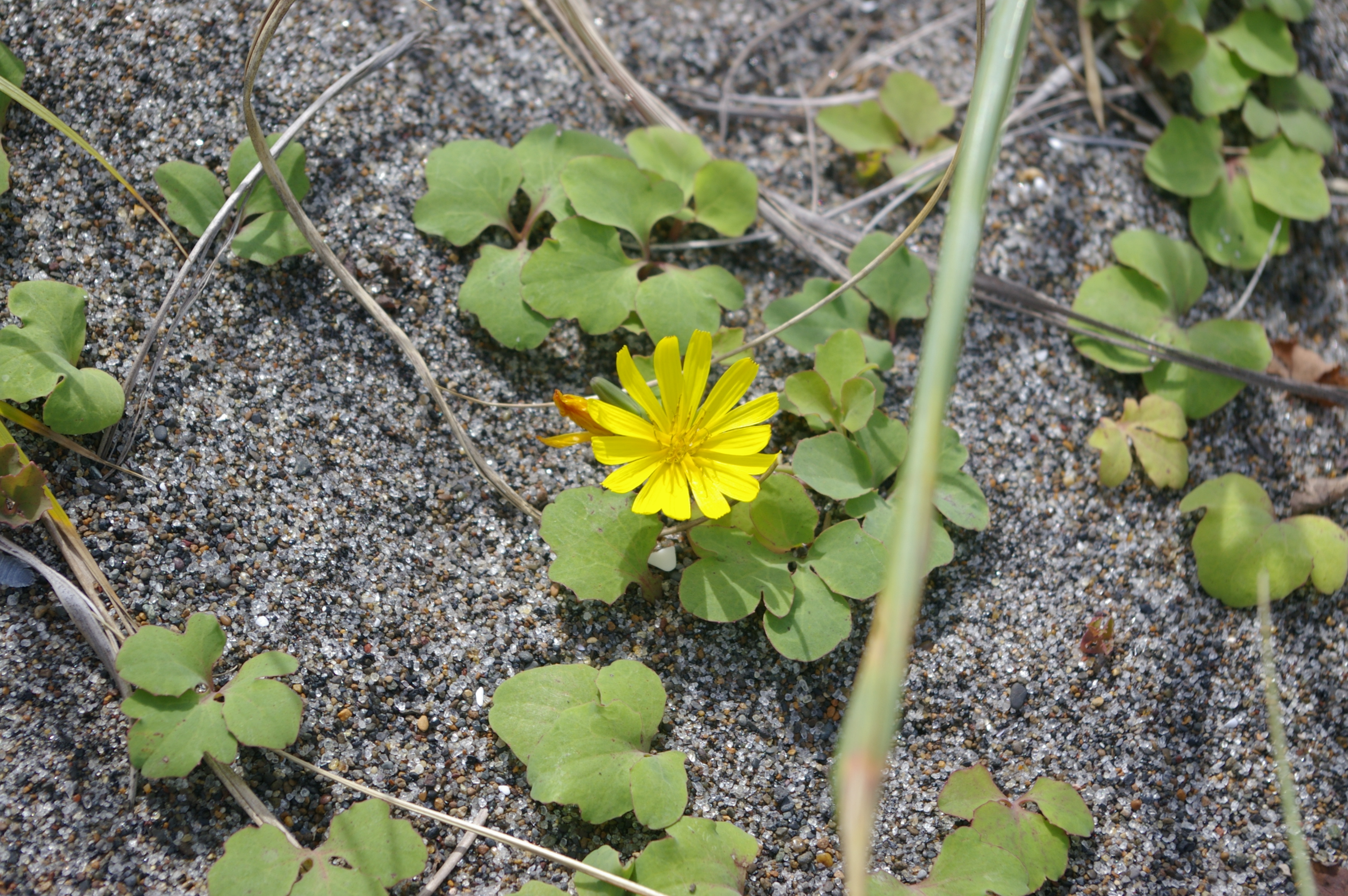
沙苦蕒菜

## 外部連結
- （日語） 小清水町 - 小清水原生花園 （页面存档备份，存于）